# José Becerra
José Becerra (Guadalajara, 15 aprile 1936 – 6 agosto 2016) è stato un pugile messicano, campione mondiale dei pesi gallo (1959-1960), nonché avversario di Mario D'Agata.

## Carriera
Professionista nei pesi gallo, ha combattuto i primi 45 match in Messico, con 40 vittorie, 3 sconfitte e due pari. Nei successivi 17 incontri iniziò a combattere anche negli Stati Uniti, venendo sconfitto soltanto a Los Angeles da Dwight Hawkins, un pugile con il quale si prese la rivincita battendolo a Guadalajara.
Per farsi allora designare quale sfidante ufficiale al titolo mondiale, il 5 febbraio 1959 Becerra accettò di incontrare a Los Angeles l’ex campione del mondo Mario D'Agata. Il messicano attaccò per tutto il match ma, pur aggiudicandosi quasi tutte le riprese, non riuscì ad atterrare il campione europeo. Tra il 10º e l'11º round, il manager dell'italiano, Steve Klaus, fece notare una ferita apertasi sull'occhio sinistro di D'Agata all'arbitro olandese che non poté fare altro che interrompere il match e assegnare la vittoria al messicano per knock-out tecnico.
Dopo questo match Becerra poté combattere per la cintura mondiale dei pesi gallo contro il francese Alphonse Halimi, l'8 luglio 1959, alla Los Angeles Sports Arena, davanti a una folla urlante di 15.000 persone. A metà dell'ottavo round, Becerra mise il detentore alle corde e poi lo atterrò con un devastante gancio sinistro alla mascella. Halimi si rialzò ma fu accolto da una raffica di pugni che lo abbatterono per il conteggio completo.
Il 4 febbraio 1960, ancora a Los Angeles, Becerra concesse la rivincita al franco-algerino ma l’incontro ebbe esito analogo. Halimi finì al tappeto sino al conto totale alla nona ripresa, dopo essere stato contato già al secondo round. Nel 1996, la rivista Ring Magazine incluse questo match all'87º posto nella lista dei 100 più grandi combattimenti di tutti i tempi.
Tre mesi dopo, Becerra volò a Tokyo per mettere in palio la cintura contro il giapponese Kenji Yonekura. Il messicano conservò il titolo vincendo ai punti con verdetto contrastato. Il giudice giapponese, infatti, aveva visto vincitore il pugile di casa. Becerra subì poi un’incredibile defaillance, venendo messo al tappeto dal suo compagno di palestra Eloy Sanchez in un combattimento senza titolo in palio. L'incontro fu dichiarato Sorpresa dell'anno 1960 dalla rivista Ring Magazine. Abbattuto dalla sconfitta, annunciò il suo ritiro e la rinuncia al titolo mondiale a soli 24 anni.
Nel 1962, un altro suo compagno di palestra, Rudy Coronado, fu gravemente ferito in un combattimento. In uno speciale spettacolo di beneficenza per Coronado e la sua famiglia, Becerra tornò sul ring e vinse ai punti in sei riprese su Alberto Martinez. Dopo aver donato la borsa alla famiglia del compagno ferito. Becerra scese definitivamente dal ring.